# الحديدة (الحرث)

تعديل مصدري - تعديل

الحديدة محلة تابعة لقرية سوق الاحد، التابعة لعزلة الحرث بمديرية بعدان إحدى مديريات محافظة إب في الجمهورية اليمنية، بلغ تعداد سكانها 241 حسب تعداد اليمن لعام 2004.